# Мина, Ханна
Ханна Мина (араб. حنا مينة‎; 16 апреля 1924 — 21 августа 2018) — сирийский писатель, публицист,  член Лиги арабских писателей.

## Биография
Ханна Мина родился 16 апреля 1924 года в Латакии, вырос в санджаке Александретта, на границе с Турцией. В детстве жил в крайней нужде, работал на разных работах, в том числе парикмахером, мастером по ремонту велосипедов, моряком. Из-за отсутствия финансовых возможностей он не посещал школу. В подростковом возрасте стал коммунистом. Первой писательской деятельностью было написание писем для соседей. В 1945 году опубликовал свой первый рассказ «Продаётся ребёнок». В 1947 году Мина перебрался в Дамаск, где стал работать в ежедневной газете «Аль-Инша». В 1951 году Мина стал главным редактором издания, а также явился одним из основателей сирийского союза писателей. На протяжении 1940—1960-х гг. Мина неоднократно подвергался преследованиям за свои коммунистические взгляды, в частности, несколько раз заключался под арест. В 2002 году Башар аль-Асад, в знак признания выдающихся заслуг Мины в области культуры, наградил его Высшим Орденом Сирийской Республики. Ханна Мина — отец пятерых детей.

## Творчество
Ханна Мина являлся приверженцем реализма в литературе. Его перу принадлежит порядка 30 романов. Значительная часть из них посвящена морю, которое заворожило писателя в его бытность моряком. Центральной темой творчества Мины является жизнь простого человека. В предисловии к одной из книг Мины Наджах аль-Аттар пишет, что одна из главных тенденций в творчестве Мины заключается в «утверждении могучей человеческой силы в постоянной победе над трудностями и ограничениями».
Помимо художественной литературы, Мина занимался переводами (в частности, переводил на арабский язык произведения Максима Горького).

## Награды и премии
- Высший Орден Сирийской Республики[6], 2002
- Премия «Арабский писатель» египетского союза писателей[8], 2005

## Фильмография
- Аль-Йазерли[10], 1974, Сирия.
- Солнце в облачный день[11], 1985, Сирия.
- Конец храбреца (телесериал)[12], Сирия.